# Grand Prix Hassan II 2010
Il Grand Prix Hassan II 2010 è stato un torneo di tennis giocato su campi sulla terra rossa. È stata la 26ª edizione del Grand Prix Hassan II, che fa parte della categoria ATP World Tour 250 series nell'ambito dell'ATP World Tour 2010. Si è giocato al Complexe Al Amal di Casablanca in Marocco, dal 5 all'11 aprile 2010.

## Partecipanti

### Teste di serie
| Giocatore              | Nazionalità | Ranking* | Testa di Serie |
| ---------------------- | ----------- | -------- | -------------- |
| Stan Wawrinka          | Svizzera    | 23       | 1              |
| Guillermo García López | Spagna      | 41       | 2              |
| Victor Hănescu         | Romania     | 42       | 3              |
| Łukasz Kubot           | Polonia     | 43       | 4              |
| Paul-Henri Mathieu     | Francia     | 44       | 5              |
| Simon Greul            | Germania    | 55       | 6              |
| Olivier Rochus         | Belgio      | 59       | 7              |
| Florent Serra          | Francia     | 61       | 8              |

- Ranking del 22 marzo 2010.

### Altri partecipanti
I seguenti giocatori hanno ricevuto una wild-card per il tabellone principale:
- Reda El Amrani
- Paul-Henri Mathieu
- Mehdi Ziadi

I seguenti giocatori sono entrati nel tabellone principale passando dalle qualificazioni:

- Martin Kližan
- Stefan Koubek
- Iván Navarro
- Jarkko Nieminen

## Campioni

### Singolare maschile
Stan Wawrinka ha battuto in finale  Victor Hănescu con il punteggio di 6–2, 6–3
- È il 1º titolo dell'anno per Wawrinka il 2° della sua carriera.

### Doppio maschile
Robert Lindstedt /  Horia Tecău hanno battuto in finale  Rohan Bopanna /  Aisam-ul-Haq Qureshi con il punteggio di 6–2, 3–6, [10–7]